# Heteropoda hainanensis
Heteropoda hainanensis este o specie de păianjeni din genul Heteropoda, familia Sparassidae, descrisă de Li, 1991. Conform Catalogue of Life specia Heteropoda hainanensis nu are subspecii cunoscute.